# Архипов, Трофим Архипович
Трофим Архипович Архипов (26 июля 1908, Новая Бия, Вятская губерния — 9 января 1994, Ижевск) — удмуртский прозаик, главный редактор. Народный писатель УАССР (1960). Член Союза писателей СССР (1943). Автор одного из самых известных удмуртских романов «У реки Лудзинки».

## Биография
Родился в деревне Новая Бия (ныне — в Можгинском районе Удмуртии) в семье крестьянина. В годы гражданской войны и голода в Поволжье (1921—1922) потерял всех родных и воспитывался в детском доме. В 1923—1927 годах учился в Можгинском педагогическом техникуме, в 1927—1928 — в Удмуртской областной партийной школе. В 1939 году вступил в ВКП(б).
С 1928 работал в редакции газеты «Гудыри», в начале 1930-х в редакции газеты «Дась лу!», в 1935—1941 годах в газете «Удмурт коммуна». В годы войны работал в газете «Советская Удмуртия». В 1955—1976 — в редакции журнала «Молот», в 1956—1966 годах был его главным редактором.
Избирался депутатом Верховного Совета УАССР трёх созывов.
В последние годы занимался профессиональной литературной работой.
Умер в 1994 году.
Улица в родной деревне Архипова Новая Бия названа в его честь, там же установлен памятник писателю.

## Награды
Награждён орденами Трудового Красного Знамени (1968) и «Знак Почёта», двумя медалями. В 1960 году ему присвоено звание «Народный писатель Удмуртской АССР», Лауреат Государственной премии Удмуртской АССР (1975, за повесть «Встреча с прошлым»). Имя Архипова занесено в Почётную Книгу трудовой славы и героизма УАССР (1975).

## Творчество
Первый рассказ «Осконлык бордысь» (с удм. — «Из-за веры в бога») опубликовал в газете «Гудыри» в 1928 году. Первые крупные публикации — рассказ «Кык ваче тулкымъес» (с удм. — «Две волны напротив»; 1930) и очерк «Межаос гырисько» (с удм. — «Межи распахиваются»; 1931, совместно с А. Мироновым). В 1945 в газете «Советская Удмуртия» опубликовал повесть «Бальзагуртъес» (с удм. — «Бальзагуртцы»), на основе которой впоследствии создал дилогию «Лудӟи шур дурын» (с удм. — «У реки Лудзинки»; 1949, 1958, 1974, 1986). В 1963 году опубликовал роман «Адямилэн чеберез» (с удм. — «Красота человека»), в 1973 — повесть «Ортчеменыз пумиськон» (с удм. — «Встреча с прошлым», за которую в 1975 году получил государственную премию Удмуртской АССР, 1975). В 1984 — «Вормы астэ ачид» (с удм. — «Одолей себя»; 1984).

## Сочинения
- Трофим Архипов У реки Лудзинки: Роман. — Ижевск, 1959.
- Трофим Архипов Стремнина: Роман. [Авториз. пер. с удм. З. Янтовского]. — Ижевск: Удмуртия, 1968. — 275 с.
- Трофим Архипов Встреча с прошлым: Повесть. — Ижевск, 1975.
- Архипов Т. Вся красота твоя: Роман / Пер. с удм. С. Никитин. — Ижевск: Удмуртия, 1976. — 296 с. — 100 000 экз.
- Трофим Архипов Вамышъес, вамышъес: Очеркъес, веросъес. — Ижевск, 1978.
- Трофим Архипов Одолей себя: Повесть. — Ижевск: Удмуртия, 1984. — 276 с.
- Трофим Архипов Если у тебя есть друг: Рассказы и очерки. — Ижевск, 1986.

## Цитаты
Т. Архипов, опираясь на традиции предшественников и современников, создавал национальные характеры, исторически сложившиеся, в которых жизнь, трагические обстоятельства войны вносили что-то новое, обнажая сущность каждого человека и формируя его психологию.

Если мы заново прочтем три главных книги писателя «У реки Лудзинки», «Вся красота твоя», «Встреча с прошлым», то откроем нового Архипова, очень современного, ибо в центре внимания — человек, его нелегкая судьба, будь то главный или второстепенный герой повествования. Писатель прослеживает путь своих героев от рождения и до главных вершин в жизни, исследуя «корни» — родовые, социальные, исторические.— литературовед З. А. Богомолова